# Roman Witkiewicz
Roman Witkiewicz (ur. 1886 w Stanisławowie, zm. 3/4 lipca 1941 we Lwowie) – polski inżynier mechanik, profesor Politechniki Lwowskiej.

## Życiorys
Absolwent Politechniki Lwowskiej. W 1915 roku obronił pracę doktorską (Spalanie izobaryczne w motorze gazowym), w 1917 roku habilitował się, a w 1921 roku objął kierownictwo Katedry Pomiarów Maszynowych. Dzięki jego inicjatywie rozpoczęto budowę Laboratorium Maszynowego, które zostało ukończone w 1925 roku. W 1922 roku został profesorem nadzwyczajnym, a w 1930 roku – profesorem zwyczajnym Politechniki Lwowskiej. Był członkiem czynnym Akademii Nauk Technicznych, autorem szeregu prac naukowych (m.in. Tarcie układu korbowego a działalność mechaniczna, Elastyczność kotła a cieplarki, Wytyczne i materiały do projektowania podkarpackich rurociągów gazu ziemnego, Bezkorbowe silniko-sprężarki a napędy pneumatyczne o wielkiej mocy. Organizował kształcenie specjalistów inżynierii chemicznej na Wydziale Mechanicznym PLw, był członkiem Polskiego Towarzystwa Politechnicznego we Lwowie. W okresie sowieckiej okupacji Lwowa nadal prowadził działalność naukową. W sierpniu 1940 roku był gościem Wszechzwiązkowego Komitetu ds. Nauki ZSRR w Moskwie. Członek rady miejskiej sowieckiego Lwowa.
Po zajęciu Lwowa przez Wehrmacht aresztowany przez Einsatzkommando zur besonderen Verwendung pod dowództwem Brigadeführera dr Karla Eberharda Schöngartha w nocy z 3 na 4 lipca 1941 roku, został tej samej nocy, bez sądu, rozstrzelany w grupie 25 polskich profesorów na Wzgórzach Wuleckich.
Do jego uczniów, którzy po II wojnie światowej zostali profesorami należą: Jan Bosch, Stanisław Chrzanowski, Stanisław Ochęduszko, Witold Około-Kułak, Witold Rosner, Fryderyk Staub, Stanisław Steindel, Kazimierz Sulima-Szawłowski, Zbigniew Wernicki, Wiktor Wiśniowski, Eliasz Zielski i Zdzisław Ziółkowski.